# ボスニア・ヘルツェゴヴィナ援助のためのサウジアラビア最高委員会
ボスニア・ヘルツェゴヴィナ援助のためのサウジアラビア最高委員会は、1993年に当時のサウジアラビア王子であるサルマーン・ビン・アブドゥルアズィーズにより設立され、当時の王であるファハド・ビン＝アブドゥルアズィーズに支持された公益財団である。2001年に解体されるまでにユーゴスラビア紛争の被害を受けたボスニアのイスラム教徒に対して6億ドルの支援を行ったとされている。
ボスニア・ヘルツェゴヴィナ援助のためのサウジアラビア最高委員会のサラエヴォの事務所は2001年の9月にNATO軍の強制捜査を受けた。その際にイスラム過激派のテロの標的となった建物や軍艦、すなわちワールドトレードセンター (ニューヨーク)、ケニア及びタンザニアのアメリカ大使館（アメリカ大使館爆破事件）、コール (ミサイル駆逐艦)の、それぞれのテロ以前、テロ以後の写真などが押収されている。さらにはワシントンにある公的施設の地図や、アメリカ国務省のバッジを偽造するために使われる素材や、農業機（農業用の航空機）を使用するための資料、子供向けの反ユダヤ及び反アメリカ教材なども見つかっている。
後にサラエヴォのアメリカ大使館への攻撃を企てたとしてグアンタナモ湾収容キャンプのキャンプ・エックスレイに拘留されることとなる6名のアルジェリア人のうちの2名がボスニア・ヘルツェゴヴィナ援助のためのサウジアラビア最高委員会に雇われていたことが分かっている。うち1名はウサーマ・ビン・ラーディンの側近及びアルカーイダの作戦指揮官であるアブ・ズベイダと電話での接触を持っていた人物である。
ワシントンDCの Robbins, Russell, Englert, Orseck, Untereiner & Sauber LLP が顧問弁護士を務める。
ボスニア・ヘルツェゴヴィナ援助のためのサウジアラビア最高委員会は2001年にキング・ファイサル国際賞を受賞している。